# Яновська Ганна Володимирівна
Яно́вська Га́нна Володи́мирівна (18 вересня 1980, Харків) — українська поетеса, есеїстка, перекладачка.

## Біографія
Народилася 18 вересня 1980 року у Харкові, у сім'ї науковців-фізиків. 20002 року закінчила відділення прикладної лінгвістики Харківського національного університету ім. В. Н. Каразіна. За освітою лінгвіст. Викладала англійську мову в Харківському політехнічному інституті. 2007 року отримала ступінь кандидатки, захистивши кандидатську дисертацію з загального мовознавства на тему «Фреймова репрезентація іронії в пресі (на матеріалах української, російської, польської та англомовної преси)». З 2015 року — перекладачка-фрілансерка.
Вірші, есе й переклади опубліковано в численних паперових та електронних виданнях. Учасниця літературних фестивалів у Харкові, Києві, Дніпрі, Мінську тощо.  Робить витинанки на власні сюжети.
Після повномасштабного російського вторгнення в Україну мешкала у Львові й Белграді, де також була у резиденції при літературному об'єднанні «Крокодил».

## Літературна і перекладацька діяльність
Перекладає англомовних авторів із різних куточків світу, зокрема африканських, австралійських, новозеландських (переклади з новозеландської та південноафриканської поезії друкувалися в журналі «Всесвіт»). У її перекладі та з коментарями опубліковано книжку новозеландсько-самоанської поетки Селіни Тусітали Марш «Tusitala» («Крок», 2012) і Альберта Вендта «Від Гаваїв до Аотеароа» («Крок», 2013). Працювала перекладачкою з англійської для української версії «Нешнл джіогрефік».
Авторка збірки віршів і перекладів «Волохата книга» (2008), «Поеми першого січня» (2011), обидві книжки з авторськими ілюстраціями.
2019 року у «Видавництві Старого Лева» вийшла книжка «Золотий носоріг». Збірка увійшла до довгого списку премії «ЛітАкцент-2019» у номінації «Поезія».
На презентації у Києві Ганна розповіла як писала вірші для збірки «Золотий носоріг»:
«Таку книжку важко заздалегідь задумати. Вона виникла внаслідок абсолютно химерного параду подій. Колись, років п'ятнадцять тому, я почала перекладати англомовну поезію, зокрема африканських авторів. Так натрапила на сайт найбільшого в Африці літературного фестивалю Poetry Africa. А на ньому на багатьох цікавих авторів із Нігерії, Зімбабве, з Південно-Африканських країн. Почала їх перекладати, виходила з ними на зв'язок та публікувала ці вірші. Частина вийшла у моїй книжці, читала їх публічно.».

## Вибрана бібліографія

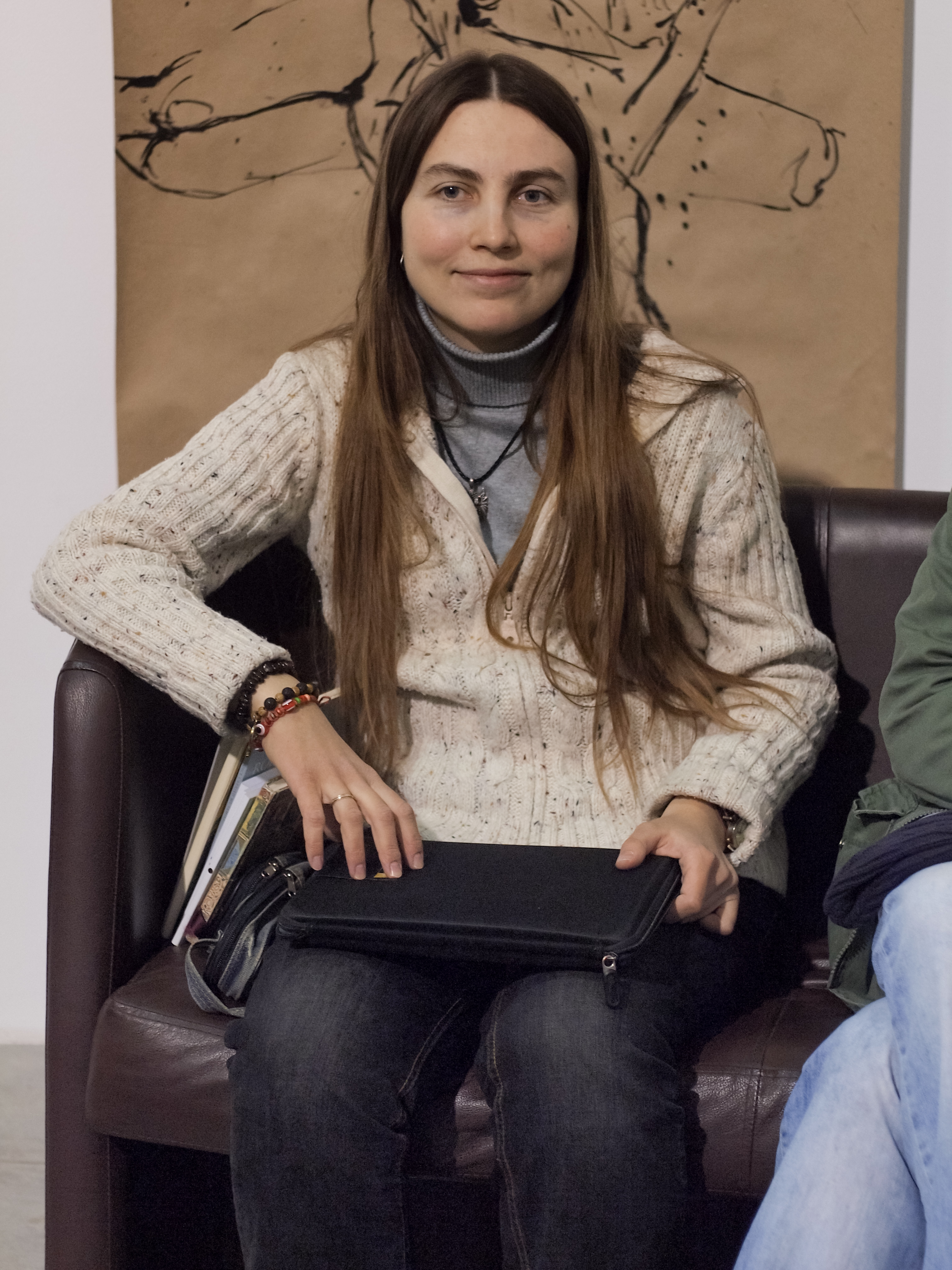
Ганна Яновська на «Книжковому Арсеналі» у 2014 році

Власні книги
- Ганна Яновська. Волохата книга. — Харків : Атос, 2008. — 135 с.
- Ганна Яновська. Поема першого січня. — Тернопіль : Крок, 2020. — 23 с. — ISBN 978-617-692-606-1. (перше видання — 2011 року, в електронному форматі)
- Ганна Яновська. Золотий носоріг: вірші з Півден. Африки. — Львів : Видавництво Старого Лева, 2019. — 94 с. — ISBN 978-617-679-734-0.
- Ганна Яновська. Сили безплотні, людські й безпілотні. — Харків : Жорж, 2024. — 80 с. — ISBN 978-617-8023-89-8.
- Ганна Яновська. Книжка про ведмедя. — Харків : Жорж, 2024. — 92 с. — ISBN 978-617-8023-91-1.
- Ганна Яновська. Вибрані створіння. — Харків : Жорж, 2024. — 128 с. — ISBN 978-617-8023-90-4.

Антологія
- Каїсе-дра росте, де хоче [Текст] : антологія африкан. поезії / [авт. ідеї Оксана Куценко ; упоряд. Олена Гусейнова]. — Тернопіль : Крок, 2016. — 159 с. — ISBN 978-617-692-357-2.

Переклади
з англійської
- Альберт Вендт / пер. з англ., комент та передм. Ганни Яновської. Від Гаваїв до Аотеароа. — Тернопіль : Крок, 2012. — 94 с. — ISBN 978-617-692-104-2.
- Джон Фаулз / пер. з англ. Г. Яновської. Колекціонер. — Харків : Книжковий Клуб "Клуб Сімейного Дозвілля", 2015. — 302 с. — ISBN 978-0-224-60217-4.
- Кінг, Стівен / пер. з англ. Ганни Яновської. Кінець зміни. — Харків : Клуб Сімейного Дозвілля, 2016. — 444, с. — ISBN 978-617-12-1515-3.
- Ден Браун / пер. з англ. Ганни Яновської. Джерело. — Харків : Клуб Сімейного Дозвілля, 2018. — 523 с. — ISBN 978-617-12-4752-9.
- Валері Ваєтт / пер. з англ. Ганни Яновської. Як створити власну країну. — Харків : Жорж, 2019. — 40 с. — ISBN 978-617-7579-65-5.(для дітей мол. та серед. шк. віку)
- Ернест Гемінґвей / пер. з англ. Ганни Яновської. Свято, яке завжди з тобою. — Львів : Вид-во Старого Лева, 2021. — 169 с. — ISBN 978-617-679-782-1. (мемуари)
- Саллі Ріппін / пер. з англ. Ганни Яновської. Школа монстрів. Про Мері та Кошлатого Сема. — Харків : Віват, 2022. — 63 с. — ISBN 978-617-690-629-2. (для дітей дошк. віку)
- Люсі Фолі / з англ. пер. Ганна Яновська. Список запрошених. — Львів : Вид-во Старого Лева, 2022. — 431 с. — ISBN 978-617-679-933-7.
- Девід Мітчелл / з англ. пер. Ганна Яновська. Дім на Збіччі. — Харків : Жорж, 2023. — 184 с. — ISBN 9786178023591.

з російської
- Поліна Жеребцова / пер. з рос. Р. Трифонова та Г. Яновської. Мураха у скляній банці. Чеченські щоденники 1994-2004 рр. — Харків : Книжковий Клуб "Клуб Сімейного Дозвілля", 2015. — 654 с. — ISBN 978-966-14-8343-8.

## Нагороди та відзнаки
- III премія за зібрку «Волохата книга» у номінації «Поезія» Літературного конкурсу видавництва «Смолоскип» (2005)[11];
- Збірка «Золотий носоріг» ввійшла до довгого списку премії «ЛітАкцент-2019» у номінації «Поезія» (2019)[9].

## Особисте життя
Одружена із філологом, поетом Романом Трифоновим. У пари є донька Велентина.